# Danskeren (Grundtvig)
 For alternative betydninger, se Danskeren (flertydig). (Se også artikler, som begynder med Danskeren)
Danskeren (med undertitlen Et Ugeblad) var et tidsskrift udgivet og skrevet af N.F.S. Grundtvig der udkom i perioden 1848-51.
I bladet skrev Grundtvig om danske politiske forhold og især om konflikten i Slesvig-Holsten der førte til Treårskrigen.